# گورستان چشمه تخت جمشید
قبرستان چشمه تخت جمشید مربوط به اواخر دوره هخامنشی است و در شهرستان مرودشت، بخش مرکزی، دهستان کناره، ۱ کیلومتری شمال تخت جمشید، کنار راه نقش رستم واقع شده و این اثر در تاریخ ۲۳ بهمن ۱۳۸۵ با شمارهٔ ثبت ۱۷۲۵۸ به‌عنوان یکی از آثار ملی ایران به ثبت رسیده است.